# モンスター☆ニート
モンスター☆ニートは、永田佑輝（ながたゆうき）、伊藤忠義（いとうただよし）、田辺麗圭（たなべりか）の男性2人女性1人のお笑い芸人トリオ・ものまね・コントグループである。
https://thetv.jp/person/2000004149/
2014年7月22日オフィスK事務所にて結成。
Kis-My-Ft2やSEKAI NO OWARIのものまねでフジテレビ『爆笑そっくりものまね紅白歌合戦スペシャル』にレギュラー出演が決まる。
モンスター☆ニートはものまねジャニーズ軍団の走りとなったトリオでもある。
田辺はこの時から粘土を鼻につける芸風の第一人者となった。
2018年12月14日解散と共に所属していたオフィスK事務所を退所し、永田と伊藤はオフィス南に所属。
田辺はR藤本率いるDB芸人に加入し、フリーで活動している。
現在はキスマイチョット2と名前を変え5人ユニットで活動中
現在のメンバーと事務所
・田辺麗圭フリー
・さかともGフリー
・伊藤忠義はオフィス南
・永田祐輝オフィス南
・山脇セブンティーンワタナベエンターテインメント

## 来歴
2014年7月22日、Kis-My-Ft2のものまねユニット「モンスター☆ニート」を結成。当時はトリオでものまねプロダクションのオフィスK事務所に所属していた。ものまねレパートリーはKis-My-Ft2、SEKAINOOWARIなどある。トリオ結成わずか3ヶ月でフジテレビものまね紅白歌合戦や日テレものまねグランプリに出演。その実力はものまね界の超新星ルーキーと呼ばれる。https://芸能エンタメ.net/monsterneet-monomane/
ものまねキスマイ軍団の柱。
結成7ヶ月で単独ライブ「モンスター⭐︎ト」を主催。100人入る会場を満杯にした。。
伊藤忠義はKis-My-Ft2の千賀健永に激似。永田祐輝はKis-My-Ft2宮田俊哉やSEKAINOOWARI深瀬、堺雅人ものまねなど変芸自在にする。田辺はAKB48前田敦子やハーマイオニーのものまねをするなど、どれもトリオならでわの一芸。Kis-My-Ft2藤ヶ谷太輔ものまねをする田辺は鼻に粘土をつけるものまねメイクをしたり肌が黒すぎた事でジャニーズファンから大炎上を起こした。この事でTwitterのアカウントが2日間開かなくなる。
2017年、そっくり館キサラで活動。
2018年12月14日、株式会社オフィスKを退社。
2019年1月伊藤と永田はものまねハウスSTARに移籍。田辺はそっくり館キサラにAKB48ものまねユニットDREAM48としても活動していた為、別々の道を選びトリオでの活動は解散となる。田辺はR藤本引き入るドラゴンボール芸人ユニットDB芸人のパンとして活動開始。
「モンスター☆ニート」をKis-My-Ft2のものまねユニットとして「キスマイチョット2」に改名。

## 主なものまねレパートリー
- Kis-My-Ft2（宮田俊哉/永田）（千賀健永/伊藤）（藤ヶ谷太輔/田辺）
- SEKAI NO OWARI（Fukase/永田）（Nakajin/伊藤）（Saori/田辺）
- Perfume（かしゆか/永田）（あ〜ちゃん/伊藤）（のっち/田辺）
- ハリーポッター （ハリーポッター/永田）（ロンウィズリー/伊藤）（ハーマイオニーグレンジャー/田辺）
- 堺雅人 松田翔太/永田
- 米津玄師/伊藤
- AKB48（前田敦子/田辺）

## 出演番組
- 爆笑そっくりものまね紅白歌合戦スペシャル（フジテレビ）SEKAI NO OWARIものまね/ものまねジャニーズ軍団キスマイ軍団として出演
- ものまね王座決定戦（フジテレビ）ものまねジャニーズ軍団キスマイ軍団として出演
- ものまねグランプリ（日本テレビ）Kis-My-Ft2ものまね出演、前田敦子ものまね - 田辺
- コサキン・天海の超発掘!ものまねバラエティー マネもの（フジテレビ）- 永田
- あまちゃん（NHK）南部ダイバー役- 伊藤
- 仮面ライダーフォーゼ（テレビ朝日）- 伊藤
- 今、この顔がスゴい!（TBSテレビ）- 田辺
- 第一回ものまねメイクオーディション優勝
- サンバリュコノ指トマレ（日本テレビ、2015年4月19日）
- ABChanZoo（TV東京、2016年8月6日）祝！開店！ジャニーズモノマネレストラン2週連続SP 後編「キスマイチョット2」で出演
- PON!（日本テレビ、2017年5月4日）「なりきりジャニーズNo.1決定戦」の企画で「キスマイチョット2」で出演